# Antonio Gramsci: i giorni del carcere
Antonio Gramsci: i giorni del carcere és una pel·lícula dramàtica italiana del 1977 dirigida per Lino Del Fra. Fou guardonada amb el Pardo d'oro al Festival Internacional de Cinema de Locarno.

## Argument
Antonio Gramsci, condemnat a vint anys de presó pels tribunals feixistes, reviu les etapes de la seva carrera política i de la seva vida privada: en particular la fundació del Partit Comunista Italià, la resistència inútil a l'ofensiva de la dreta, el matrimoni, l'arrest, el conflicte amb Palmiro Togliatti. A la presó, el polític va ser considerat primer un heroi, després va ser rebutjat per les seves opinions poc convencionals sobre Stalin i la involució autoritària de l'URSS. Donat d'alta de la presó per motius de salut, va morir el 1937 en una clínica de Roma.

## Repartiment
- Riccardo Cucciolla com a Antonio Gramsci
- Lea Massari com a Tania
- Mimsy Farmer com a Giulia
- Jacques Herlin com a Lo Santo
- Franco Graziosi com a Dmitri Manuilski
- Andrea Aureli com a anarquista
- Umberto Raho com a capellà
- Luigi Pistilli com a Gennaro Gramsci
- John Steiner com a Laurin
- Biagio Pelligra com a Bruno
- Paolo Bonacelli com a Bocchini
- Antonio Piovanelli com Athos
- Luciano Bartoli com a treballador a Torí
- Rate Furlan com a Director de la presó
- Gianfranco Bullo com a Palmiro Togliatti